# 이스탄불 국제영화제
이스탄불 국제영화제(튀르키예어: İstanbul Film Festivali)는 튀르키예 최초의 국제 영화제이자 가장 오래된 국제 영화제이다. 튀르키예 이스탄불의 영화관들에서 해마다 4월 개최된다.
제40회 국제영화제는 2021년 4월 1일부터 6월 29일까지 하이브리드 포맷으로 개최되었다.

## 골든 튤립 수상
- 1984 (1984년 영화)
- 현 위의 인생
- 리틀 시스터 (1995년 영화)
- 변검
- 5월의 구름
- 카페 뤼미에르
- 개 같은 인생
- 블라인드 (2014년 영화)
- 벌새 (영화)
- 아틀란티스 (2019년 영화)

## 기타 수상

### 내셔널 컴피티션
- 5월의 구름
- 우작

## 저명한 방문자

### 배우
- 스테파노 아코르시
- 필리즈 아큰
- 암브라 안졸리니
- 아시아 아르젠토
- 사빈 아제마
- 로만 보랭제
- 클라우디아 카르디날레
- 발렌티나 체르비
- 찰스 댄스
- 카트린 드뇌브
- 제라르 드파르디외
- 하넬로레 엘스너
- 파트마 기리크
- 메흐메트 귄쉬르
- 임 허만
- 하비 카이텔
- 우도 키어
- 드니 라방
- 소피아 로렌
- 이언 매켈런
- 잔 모로
- 그레타 스카키
- 잉그바르 에게르트 시귀르드손
- 튀르칸 쇼라이
- 누르귈 예실차이
- 세라 일마즈

### 감독
- 베르나르도 베르톨루치
- 터르 벨러
- 폴 슈레이더
- 차이밍량
- 박찬욱
- 마이클 래드퍼드
- 바흐만 고바디
- 닐 조던
- 제인 캠피언
- 클레르 드니
- 알랭 로브그리예
- 샐리 포터
- 베르트랑 타베르니에
- 장마르크 발레
- 오타르 이오셀리아니
- 카를로스 사우라
- 난니 모레티
- 테오 앙겔로풀로스
- 샹탈 아케르만
- 아바스 키아로스타미
- 베르트랑 블리에
- 돈 맥켈러
- 유세프 샤힌
- 에미르 쿠스투리차
- 존 부어먼
- 엘리아 카잔
- 니키타 미할코프
- 세르게이 파라자노프
- 자파르 파나히
- 켄 러셀
- 파티흐 아킨
- 브뤼노 뒤몽
- 나나 조르자제
- 마르지예 메쉬키니
- 로저 코먼
- 타비아니 형제
- 서보 이슈트반
- 얀초 미클로시
- 크쥐시토프 키에슬로프스키
- 페르난도 솔라나스
- 질로 폰테코르보
- 친기스 아이트마토프
- 안드레이 콘찰롭스키
- 아서 펜
- 오시마 나기사
- 클로드 밀러
- 에토레 스콜라
- 로버트 와이즈
- 마르가레테 폰 트로타
- 미켈란젤로 안토니오니
- 피터 그리너웨이
- 이르지 멘젤
- 스티븐 프리어스
- 짐 셰리던
- 크리스토퍼 햄프턴
- 프란체스코 로시
- 구스 반 산트
- 알렉산드르 소쿠로프
- 토니 가틀리프
- 아모스 기타이
- 나딘 라바키
- 알랭 코르노
- 나딘 트랭티냥
- 라민 버라니
- 누리 빌게 제일란
- 브래드 앤더슨
- 린 램지